# Gyrineum aculeatum
Gyrineum aculeatum is een slakkensoort uit de familie van de Cymatiidae. De wetenschappelijke naam van de soort werd voor het eerst geldig gepubliceerd in 1909 door Schepman als Gyrineum (Biplex) perca var. aculeata.